# Alergias en niños
Las alergias en niños trata de aquellas causas, patofisiología, tratamientos, manejo, prácticas y control de las alergias que se dan en los niños. Hasta  el 40% de los niños sufren rinitis alérgica. Y los niños son más propensos a desarrollar alergias si uno o ambos padres tienen alergias.
Las alergias difieren entre adultos y niños. Parte de la razón para que ocurra esto es que el sistema respiratorio de los niños es más pequeño al estar en formación. Los bronquios y los bronquiolos son más estrechos, por lo que incluso un ligero descenso en el diámetro de estas vías respiratorias puede tener graves consecuencias. Además, los niños a menudo 'superan' sus alergias.
La incidencia de alergias infantiles ha aumentado en los últimos 50 años.

## Señales y síntomas
Las señales y síntomas de las alergias en un niño son:
- Síntomas crónicos similares al resfriado que duran más de una semana o dos.[4]
- Síntomas similares al resfriado que aparecen cada año en la misma época
- Repetida dificultad para respirar y respiración sibilante
- Síntomas similares al resfriado que ocurren por la noche
- Síntomas similares al resfriado que ocurren durante el ejercicio
- Erupciones o dermatitis crónicas que son secas, con comezón, parecen escamas
- Síntomas parecidos al resfriado que aparecen después de comer ciertos alimentos
- Urticaria
- Hinchazón de cara, brazos o piernas
- Arcadas, tos o sibilancias, vómitos o dolor abdominal significativo
- Sensaciones de picazón u hormigueo en la boca, la garganta o los oídos.

## Causa

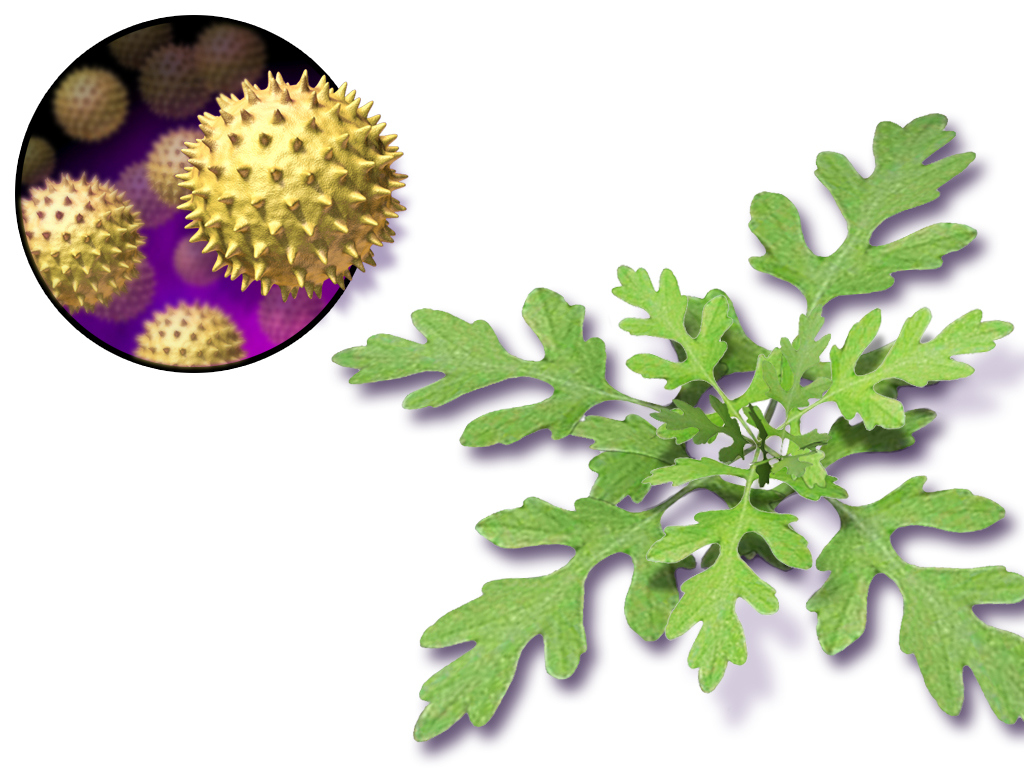
La ambrosía es una planta y hay personas que son alérgicas a su polen

Cada hogar contiene posibles alergenos que pueden convertirse en alergias después de la exposición a:
- Ácaros del polvo
- Perros y gatos
- Otras mascotas con pelo
- Cucarachas
- Ratones y ratas
- Algunas plantas
- Moho

La deficiencia de vitamina D en el momento del nacimiento y la exposición a clara de huevo, leche, maní, nuez, soja, camarones, bacalao y trigo hacen que un niño sea más susceptible a las alergias. La fórmula infantil a base de soya se asocia con alergias en bebés.

## Fisiopatología
La alergia de un niño es una reacción del sistema inmune. El niño reacciona a una sustancia específica o alergeno. 
El sistema inmunológico de un niño responde al alérgeno invasor al liberar histamina y otros químicos que típicamente desencadenan síntomas en la nariz, los pulmones, la garganta, los oídos, los ojos, la piel o el revestimiento del estómago. 
En algunos niños, las alergias también pueden desencadenar síntomas de asma, una enfermedad que causa sibilancias o dificultad para respirar. 
Si un niño tiene alergias y asma, controlar las alergias es importante porque la falta de tratamiento puede empeorar las alergias. Los compuestos como los ftalatos se asocian con el asma en los niños. El asma en los niños se asocia con la exposición a alérgenos de interior.
En la primera infancia puede prevenirse el desarrollo de asma, pero la exposición a una edad más avanzada puede provocar broncoconstricción. El uso de antibióticos en los primeros años de vida se ha relacionado con el desarrollo del asma. La exposición a compuestos orgánicos volátiles interiores puede ser un desencadenante del asma; la exposición al formaldehído, por ejemplo, tiene una asociación positiva.

## Diagnosis
Existen pruebas disponibles para ayudar a identificar cualquier alergia ambiental o alimentaria. Los médicos pueden observar que el niño puede desarrollar una alergia al notar la presencia de  algunos signos y síntomas y al evaluar el historial de exposición.

## Prevención

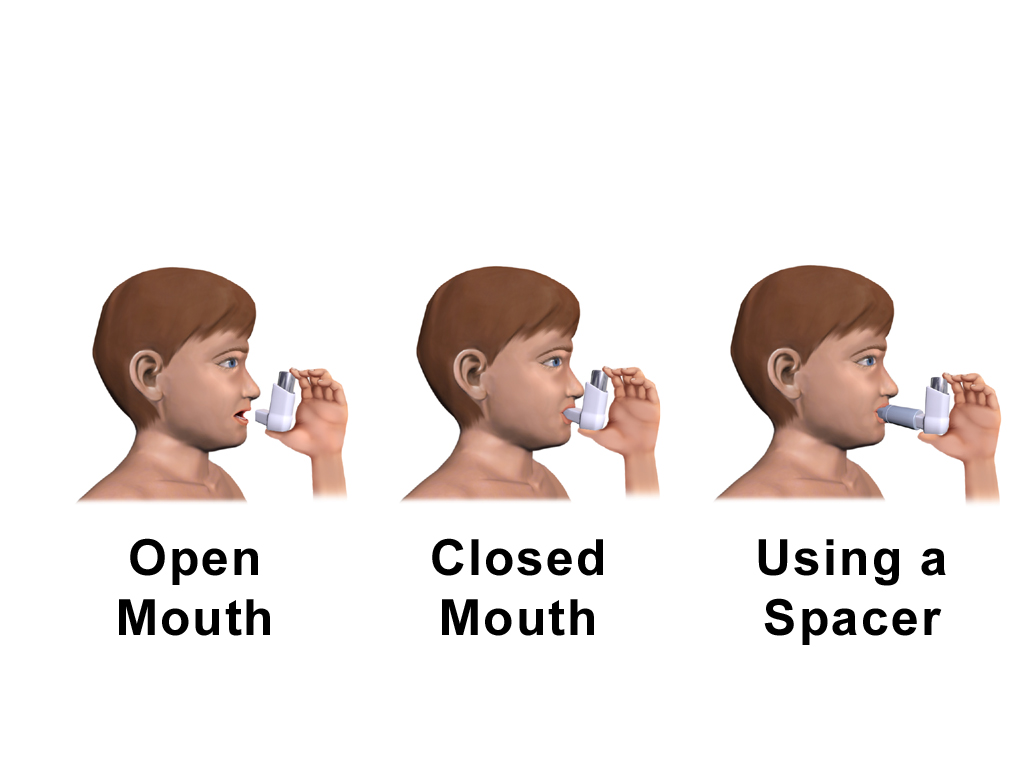
A algunos niños mayores se les puede enseñar a usar su inhalador de dosis medida prescrito

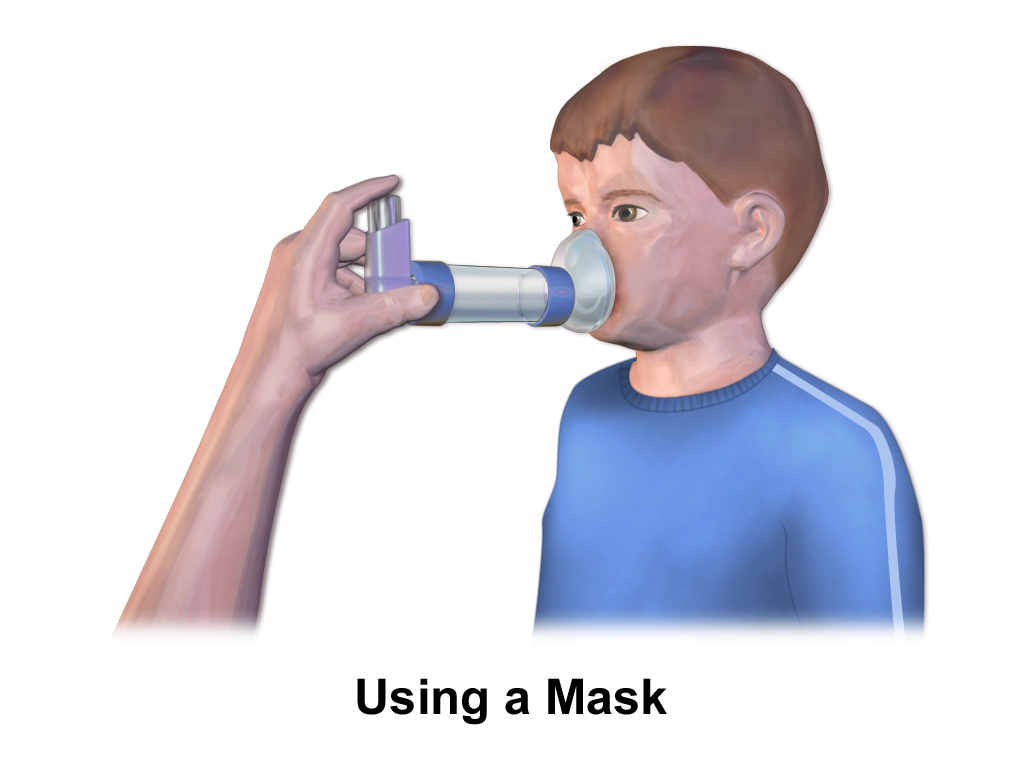
Máscara de inhalador dosificador (niño)

Evitar los alérgenos ayudará a prevenir los síntomas. Las alergias que tiene un niño debidas a la mascota de la familia se pueden controlar retirando el animal y encontrandole un nuevo hogar. El exterminio de cucarachas, ratones y ratas y una limpieza profunda pueden reducir los síntomas de una alergia en los niños. Los ácaros del polvo se sienten atraídos por la humedad. Consumen piel humana que se ha desprendido y alojado en muebles, alfombras, colchones, somieres y almohadas. La ropa de cama del niño puede cubrirse con fundas a prueba de alérgenos. El lavado de la ropa del niño, la ropa de cama y las mantas también reducirá la exposición.
La exposición a alérgenos fuera del hogar puede controlarse con el uso de aires acondicionados. Se puede lavar el cabello, bañarse o ducharse antes de acostarse para eliminar los alérgenos que se han recogido fuera del hogar. Si el polen de la hierba o del pasto es un alérgeno, a veces es beneficioso permanecer en el interior mientras se  corta la hierba. Los niños con alergias al césped pueden evitar jugar en la hierba para prevenir los síntomas alérgicos. No permanecer mucho tiempo cerca de montones de hojas en el otoño puede ayudar. Las mascotas que regresan a la casa después de estar al aire libre pueden introducir alergenos en el hogar.

## Epidemiología
Hasta el 5% de los bebés que son alimentados con fórmula a base de leche de vaca desarrollarán una alergia a la leche de vaca. Más de la mitad de los casos en niños en los Estados Unidos ocurren en áreas con calidad de aire por debajo de los estándares de la EPA.